# Bupleurum terminum
Bupleurum terminum là một loài thực vật có hoa trong họ Hoa tán. Loài này được A.P.Khokhr. mô tả khoa học đầu tiên năm 1993.